# Spilogona baltica
Spilogona baltica este o specie de muște din genul Spilogona, familia Muscidae. A fost descrisă pentru prima dată de Ringdahl în anul 1918. Conform Catalogue of Life specia Spilogona baltica nu are subspecii cunoscute.